# Back Up N Da Chevy
Albums de Boys N Da Hood
Boyz N Da Hood
(2005)
Singles
1. Everybody Know Me
Sortie : 10 avril 2007

Back Up N Da Chevy est le deuxième album studio du groupe Boys N Da Hood, sorti le 7 août 2007.
L'album s'est classé 10e au Top R&B/Hip-Hop Albums et 51e au Billboard 200.

## Liste des titres
| No  | Titre                                                      | Durée |
| --- | ---------------------------------------------------------- | ----- |
| 1.  | Everybody Know Me                                          | 4:41  |
| 2.  | Bite Down                                                  | 5:10  |
| 3.  | Say What's on Your Mind                                    | 4:33  |
| 4.  | Nothing Is Promised (featuring Yung Joc)                   | 5:18  |
| 5.  | We Ready (featuring Yung Joc)                              | 4:19  |
| 6.  | Choppa's (featuring Ice Cube)                              | 3:57  |
| 7.  | Block Boyz (featuring T-Rock, Alfamega, Yung Joc et Durty) | 4:24  |
| 8.  | We Ridin                                                   | 5:14  |
| 9.  | Paper (featuring Rick Ross)                                | 3:41  |
| 10. | Back Up N Da Chevy                                         | 5:23  |
| 11. | Table Dance (featuring T-Pain et Jasiel Smith)             | 4:45  |
| 12. | We Thuggin                                                 | 4:51  |
| 13. | No Haters Allowed                                          | 4:50  |

## Clips
- We Ready
- Everybody Know Me
- Bite Down